# La Camocha
La Camocha es un lugar que pertenece a la parroquia de Vega en el concejo de Gijón (Principado de Asturias). Se encuentra a 90 m s. n. m. y está situada a 8 km de la capital del concejo, Gijón. Surgió como lugar obrero para los mineros de la Mina la Camocha. 

## Población
En 2020 contaba con una población de 1.278 habitantes (INE 2020) repartidos en 750 viviendas.